# Гортензієві
Гортензієві (Hydrangeaceae)— родина квіткових рослин із порядку Cornales, широко розповсюджена в Азії та Північній Америці, а також у південно-східній Європі.

## Роди
- Carpenteria Torr.
- Deutzia Thunb.
- Fendlera Engelm. & A.Gray
- Fendlerella A.Heller
- Hydrangea Gronov. ex L.
- Jamesia Torr. & A.Gray
- Kirengeshoma Yatabe
- Philadelphus L.
- Whipplea Torr.